# Gnathia panousei
Gnathia panousei är en kräftdjursart som beskrevs av Daguerre de Hureaux 1971. Gnathia panousei ingår i släktet Gnathia och familjen Gnathiidae. Inga underarter finns listade i Catalogue of Life.